# Ей Ес Ей Пи
Ей Ес Ей Пи (на английски ASAP) е прогресив рок група, създадена от китариста на Айрън Мейдън Ейдриън Смит. През 1989 г., групата издава албум, озаглавен „Silver and Gold“.

## История
Скоро след като Айрън Мейдън си взимат едногодишна почивка след турнето за албума „Seventh Son of a Seventh Son“, Ейдръиън Смит създава своя група през 1989 г. Основите на групата могат да се видят в Urchin – група, която Смит създава през 70-те. И Анди Барнет и Дейв Коуел свирят със Смит в различни състави на групата, преди тя да се разпадне през 1981 г., когато Смит се присъединява към Мейдън. През 1985 г., отново по време на почивка на Мейдън (този път след турнето за „Powerslave“) Смит заедно с Коуел, Барнет и други музиканти свирят заедно един гиг в клуб Макрий под името „The Entire Population of Hackney“. Групата изпълнява една от песните от бъдещия си албум, както и 3 – 4 Б-страни. През 1990 г., Смит напуска Мейдън по време на създаването на „No Prayer for the Dying“, поради прекалено големи артистични различия.
Когато създава Ей Ес Ей Пи през 1989 г., Смит като свой приятели и бивши колеги, както и Зак Старки, син на легендарния барабанист Ринго Стар. Първоначално Смит иска на барабаните да бъде Нико Макбрейн, но по това време той се жени. Първият и единствен албум е коренно различен от стила на Мейдън. Иползват се изключително много синтезатори и това приближава албума повече до поп музиката отколкото до хевиметъла. Освен това тук Смит е в ролята на певец – нещо, с което повечето фенове на Мейдън не са свикнали. Гласът му е дрезгав, подобен на този на Брайън Адамс и дори на Брус Спрингстийн. Албумът е комерсиален провал и скоро групата приема друг облик и име – The Untouchables. Въпреки че прави едно турне, тази група така и не издава албум. През 1994 г., те отново еволюират в Psycho Motel и издават два албума „State of Mind“ (1996) и „Welcome to the World“ (1997). След това Смит се присъединява към Брус Дикинсън и после обратно към Мейдън (1999).

## Дискография
- „Silver and Gold“ – 1989

## Състав
- Ейдриън Смит – соло и ритъм китара, акустична китара, вокал
- Анди Барнет – соло и ритъм китара, акустична китара, беквокали
- Дейв Коуел – ритъм и соло китара, акустична китара, беквокали
- Ричард Йънг – клавишни
- Робин Клейтън – бас
- Зак Старки – барабани, перкусия

|  | Тази страница частично или изцяло представлява превод на страницата ASAP (band) в Уикипедия на английски. Оригиналният текст, както и този превод, са защитени от Лиценза „Криейтив Комънс – Признание – Споделяне на споделеното“, а за съдържание, създадено преди юни 2009 година – от Лиценза за свободна документация на ГНУ. Прегледайте историята на редакциите на оригиналната страница, както и на преводната страница, за да видите списъка на съавторите. ВАЖНО: Този шаблон се отнася единствено до авторските права върху съдържанието на статията. Добавянето му не отменя изискването да се посочват конкретни източници на твърденията, които да бъдат благонадеждни. |